# Hans Hahn
Hans Hahn (Viena, 27 de setembro de 1879 – Viena, 24 de julho de 1934) foi um matemático austríaco, integrante do Círculo de Viena.
Fez muitas contribuições para a análise funcional, topologia, teoria da ordem e teoria dos conjuntos. Foi estudante na Universidade Técnica de Viena.
Seu aluno mais famoso foi Kurt Gödel, que defendeu sua tese de doutorado em 1929.